# جاده ئی۱۲۱ اروپا
جاده ئی۱۲۱ اروپا (به انگلیسی: European route E121) یکی از جاده‌های درجه ۲ قاره اروپا است.
این جاده از شهر سامارا (روسیه) شروع شده و در شهر سردار (ترکمنستان) به پایان میرسد.